# Opere citato
L'expressió llatina opere citato (en l'obra citada), s'abrevia com op. cit.. Amb aquesta locució es referència una citació anterior, però sempre que no sigui la immediatament anterior. Per tant, entre op. cit. i l'obra a la qual es refereix hi ha una o diverses referències diferents. En el cas que es faci referència a la citació immediatament anterior, s'utilitza la locució llatina Ibidem.
Sovint es considera que op. cit. deriva d'opus citatum (obra citada).

## Exemples
- Heisenberg, Werner, Physik und Philosophie, Buenos Aires, La Isla, 1990, p. 46.
- Jäger, Werner, Paideia, Mèxic, Fondo de Cultura Económica, 1996, p. 108.
- Heisenberg, op. cit., p. 119.
- Jäger, op. cit., pp. 114-123

La locució substitueix el títol de l'obra i altres dades bibliogràfiques (editorial, lloc i any d'edició…), però cal acompanyar-la amb el cognom de l'autor abans de la locució op. cit.. En cas que s'estiguen utilitzant diferents obres d'un mateix autor cal acompanyar-la amb les primeres paraules del títol de l'obra, per tal que no es confonguin amb altres obres del mateix autor. Exemple: 
- Heisenberg, Werner, Physik..., op. cit., pp. 33-49.

En cas que les pàgines siguin les mateixes que les citades anteriorment, s'utilitza loco citato (en el lloc citat, abreviat loc. cit.), perquè es remet tant a l'obra citada com a la pàgina o apartat específic (en aquest cas, la pàgina 46 i el capítol 6, respectivament):
- Heisenberg, Werner, Physik und Philosophie, Buenos Aires, La Isla, 1990, p. 46.
- Jaeger, Werner, Paideia, Mèxic, Fondo de Cultura Económica, 1996, § 6.
- Heisenberg, loc. cit..
- Jaeger, loc. cit..